# Nicolò Vittori
Nicolò Vittori (Isola d'Istria, 12 marzo 1909 – Trieste, 26 maggio 1988) è stato un canottiere italiano, medaglia d'oro nella gara di quattro con nel Canottaggio ai Giochi olimpici di Amsterdam 1928 insieme a Valerio Perentin, Giliante D'Este, Giovanni Delise e al timoniere Renato Petronio.

## Palmarès
| Anno | Manifestazione  | Sede      | Evento      | Risultato |
| ---- | --------------- | --------- | ----------- | --------- |
| 1928 | Giochi olimpici | Amsterdam | Quattro con | Oro       |